# Euharistija u Katoličkoj Crkvi
Euharistija  je naziv koji su katolici dali sakramentu kojim su tijelo i krv Kristova prisutni u kruhu i vinu koji se posvećuju tijekom katoličke euharistijske liturgije, poznatije kao misa. Definicija euharistije u Zakoniku kanonskog prava iz 1983. kao sakramenta u kojemu je sam Krist "sadržan, ponuđen i primljen" ukazuje na tri aspekta euharistije prema katoličkoj teologiji: stvarnu Kristovu prisutnost u euharistiji, sv. pričest i svetu misnu žrtvu.
Naziv "euharistija" dolazi od grčke riječi "eucharistia" što znači "zahvala" i koja se odnosi na izvještaje o posljednjoj večeri u evanđeljima po Mateju 26:26-28, Marku 14:22-24, Luki 22:19-20 i u 1. Poslanici Korinćanima 11:23-29, u kojima svi govore da se Isus "zahvalio" kada je uzeo kruh i vino.
Pojam misa odnosi se na čin kojim nastaje sakrament euharistije, dok se pojam Sveta pričest odnosi na čin kojim se prima euharistija, tijelo Kristovo.
Presveti sakrament je pobožni izraz koji se u Katoličkoj Crkvi koristi za označavanje euharistijske vrste (posvećeni sakramentalni kruh i vino). Posvećene hostije (beskvasnog kruha) se nakon mise čuvaju u svetohraništu, kako bi se Presveti mogao donijeti bolesnicima i umirućima izvan misnog vremena. To omogućuje i praksu euharistijskog klanjanja.